# Distretto di Daman (India)
Il distretto di Daman è un distretto del territorio di Daman e Diu, in India, di 113 949 abitanti. Il suo capoluogo è Daman.